# Morse (Louisiana)
Morse è un comune degli Stati Uniti d'America, situato nello Stato della Louisiana, in particolare nella parrocchia di Acadia.